# Вегнер, Александр Матвеевич
Александр Матвеевич Вегнер (1824, Санкт-Петербург, Российская империя — 27 февраля [11 марта] 1894, там же; был похоронен на Волковском православном кладбище) — русский живописец-миниатюрист, портретист, академик Императорской Академии художеств.

## Биография
Согласно некрологу «Всемирной иллюстрации», учился в Технологическом институте в Санкт-Петербурге; с 1854 года состоял вольноприходящим учащимся Академии художеств под руководством Тимофея Неффа. Был награждён малой серебряной медалью (в 1857) за акварельный этюд. Получил звание «назначенного в академики» (1857) за акварельный портрет гравёра Фёдора Иордана. Академик акварельной живописи (1858) за портрет хранителя музея Академии художеств акварелиста Константина Ухтомского (находился в музее Академии художеств; с 1923 года в Русском музее).
Писал в основном портреты-миниатюры на слоновой кости и бумаге по заказам русского императорского и британского королевского дворов, а также ювелирных фирм (в том числе для «Фаберже»). В частности известны его портреты: княгини Куракиной, князей А. С. Долгорукова и С. Б. Щербатова (1860-е), императора Александра II и членов императорской фамилии (1870-е).

## Галерея

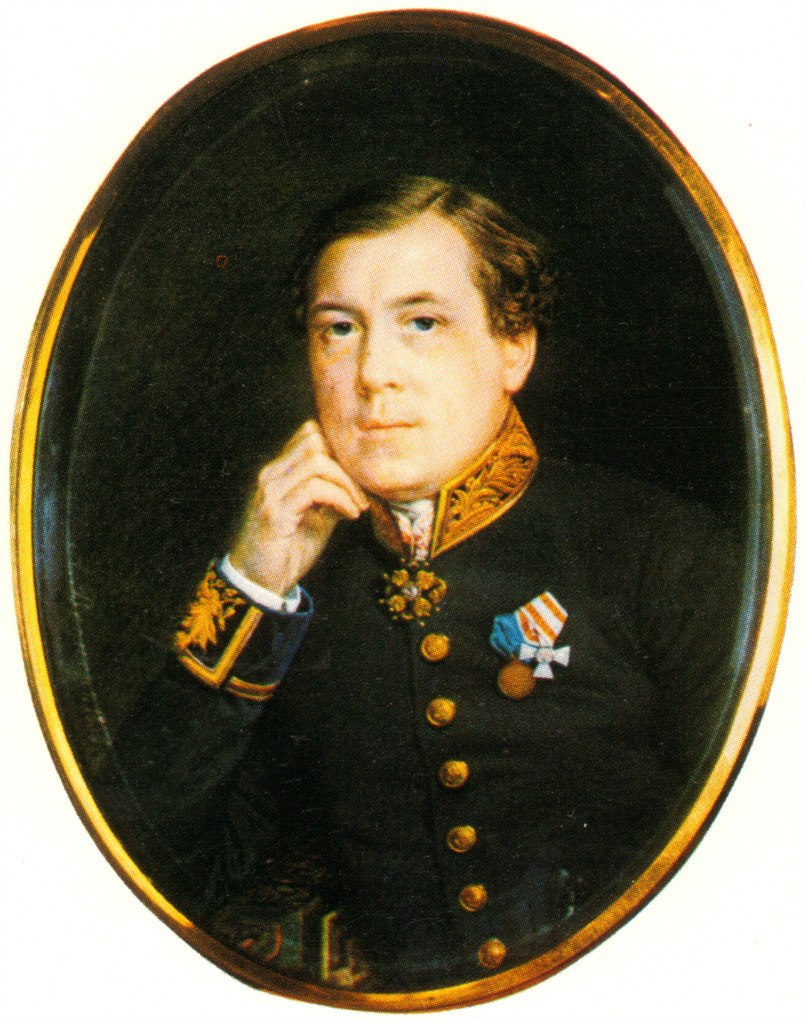
Портрет К. А. Ухтомского. 1858 Кость, акварель, гуашь. 18 × 14 см (овал) Русский музей, Санкт-Петербург
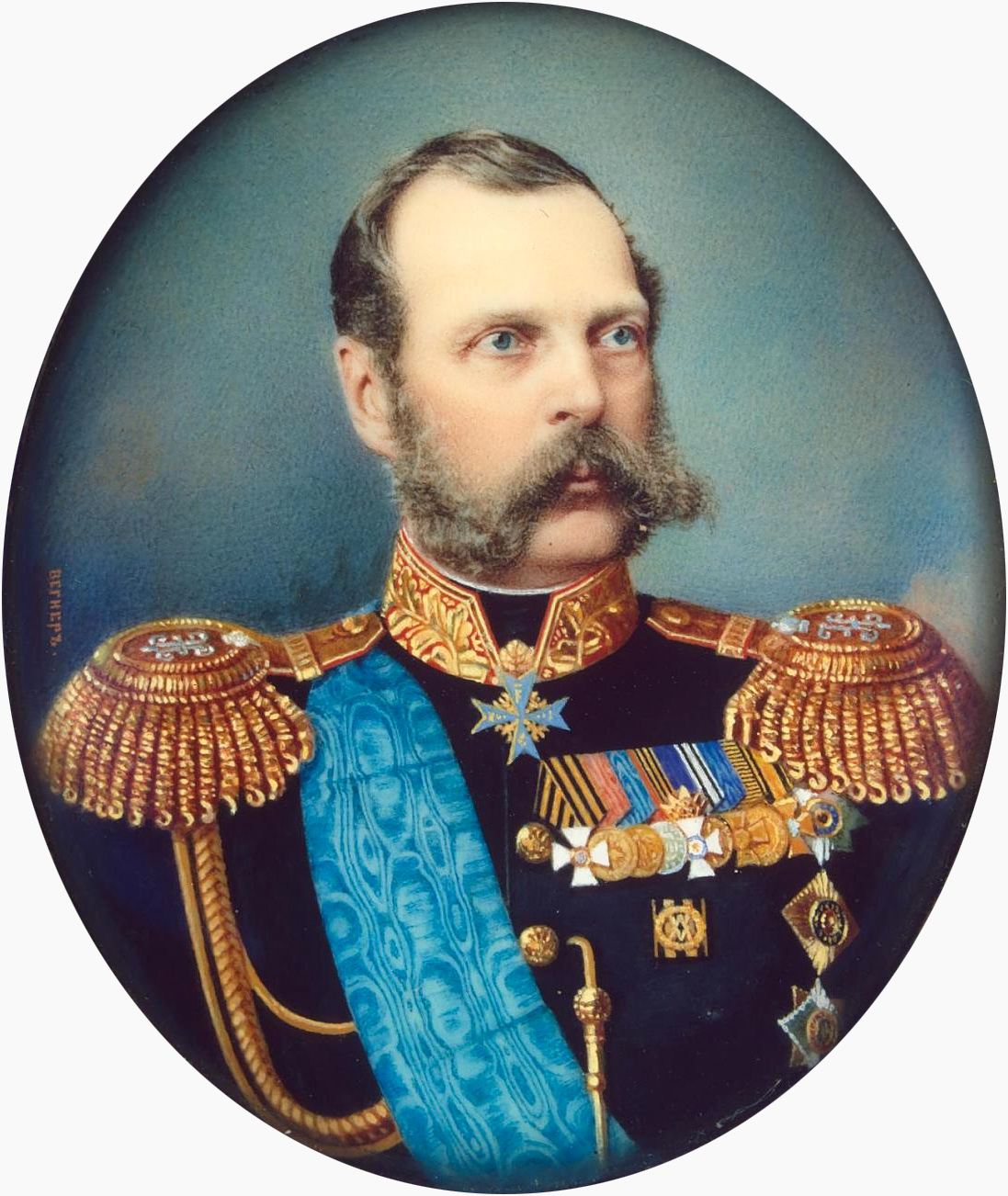
Портрет императора Александра II. 1870-е Кость, акварель, гуашь. 4,5 × 3,8 см (овал) Эрмитаж, Санкт-Петербург
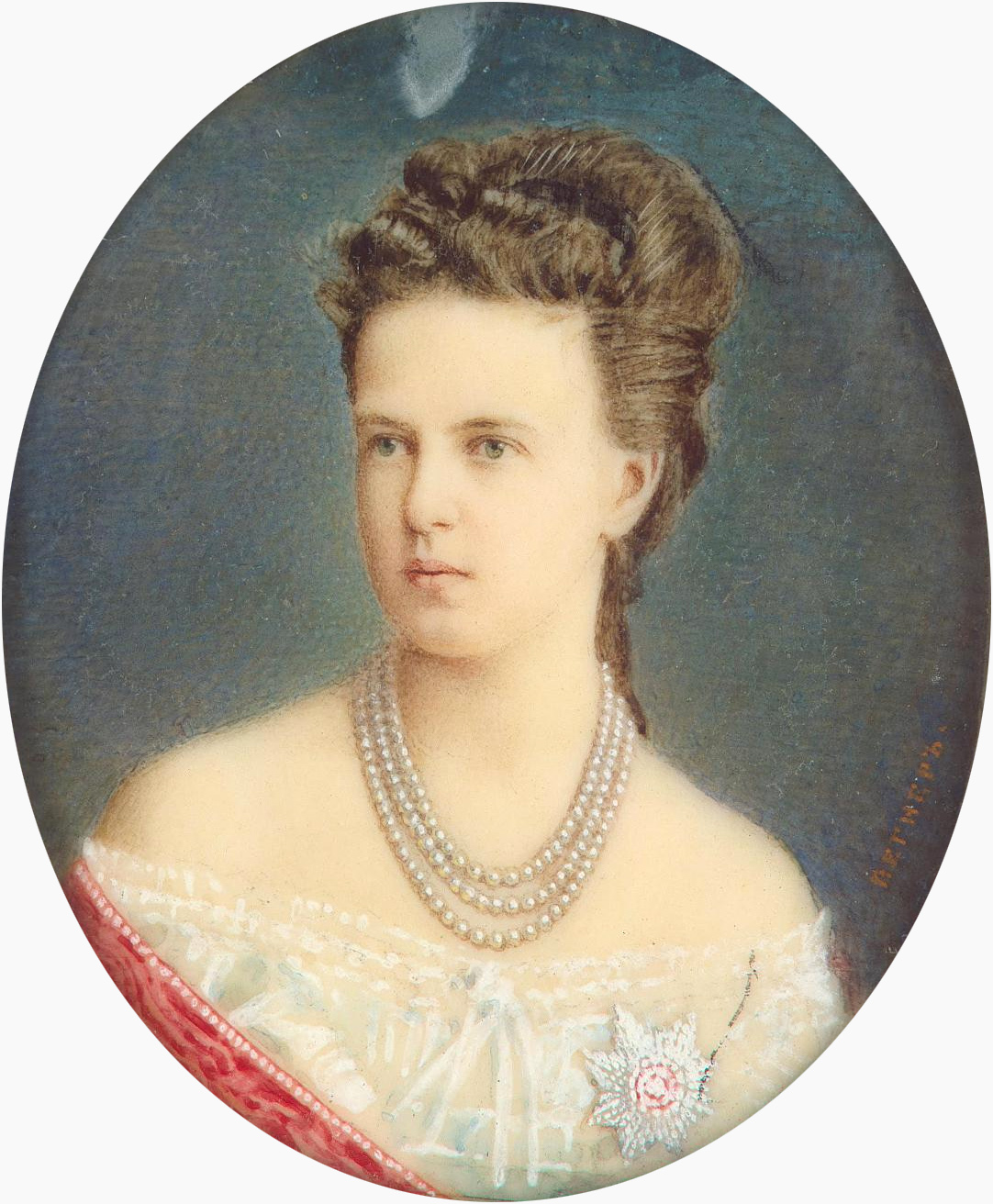
Портрет великой княжны Марии Александровны. 1870 Кость, акварель, гуашь, белила. 3,8 × 3,2 см (овал) Эрмитаж, Санкт-Петербург